# STS-4
STS-4 byla čtvrtá mise raketoplánu Columbia v rámci programu Space Shuttle. Jednalo se o poslední zkušební misi.

## Posádka
- Thomas Mattingly (2), velitel
- Henry Hartsfield (1), pilot

(v závorkách je uveden dosavadní počet letů do vesmíru včetně této mise)

### Záložní posádka
Od STS-4 dále NASA zastavila výcvik kompletních záložních posádek. Přesto dále může mít každý z členů náhradníka, který ho může zastoupit v hlavní posádce. Poslední misí s kompletní záložní posádkou byla STS-3

## Průběh mise

### Přípravy na start
Po svém posledním přistání, které se netradičně uskutečnilo na základně White Sands, byl orbiter Columbia v poměrně dost zlém technickém stavu. Chybělo množství destiček tepelné ochrany a čerpadlo paliva jednoho z motorů SSME mělo poškozené těsnění. Zároveň přetrvávaly obavy z poškození jemným prachem. Po skončení údržby a prověrek v hangáru OPF se Columbia 18. května přemístila do budovy VAB, kde se spojila s vnější nádrží ET a pomocnými motory SRB. Dne 26. května se mobilní vypouštěcí zařízení s raketoplánem vydalo na rampu 39A. Odpočítávání před startem začalo 23. června v T-87 hodin. Dne 26. června se přes Cape Canaveral přehnala silná bouřka s krupobitím, která poškodila přibližně 4 000 destiček tepelné ochrany. Start se ale přesto nezrušil (!) a poškozená místa technici zastříkali pěnovým tmelem.

### Start
Start se uskutečnil 27. června 1982 ve 14:59:59,8 UT. Byl to první start raketoplánu, který proběhl na první pokus v plánovaném termínu. V 15:02:10.8 UT se od nádrže ET odpojily startovací motory SRB, avšak o 600 metrů níže, než se předpokládalo. Dvojici motorů se navíc neotevřely hlavní padáky, takže motory dopadly na hladinu Atlantského oceánu rychlostí přibližně 150 m/s a potopily se. Trojice vodíkovo-kyslíkových motorů SSME běžela až do 15:08:32,5 UT. Po jejich vypnutí byl ale raketoplán na nižší dráze, než se očekávalo a jednotlivé operace se opožďovaly až o několik desítek sekund proti předpokladům. Prázdná a už nepotřebná nádrž ET se od orbiteru oddělila v 15:08:50,6 UT. O necelé dvě minuty později Columbia vykonala manévr OMS-1, ale i po něm se stále pohybovala pouze po suborbitální dráze s perigeem ve výšce jen 62 km. Až druhý manévr OMS-2 v 15:37:41 UT ji dostal na výchozí dráhu ve výšce přibližně 240 km.

### Průběh letu
V 16:40:10 UT začalo otvírání dveří nákladového prostoru. Po otevření posádka zahájila práci na experimentech. Nejprve natočila raketoplán do polohy, ve které směřoval svojí delší osou k Zemi, avšak z nějakého důvodu se stroj z této polohy neustále vychyloval. Jelikož raketoplán před startem silně zmokl, vedení letu rozhodlo, že bude obíhat břichem co nejvíce namířeným k Slunci, aby se vysušily případně navlhlé dlaždice tepelné ochrany. Kvůli tomuto opatření ale byla omezena vojenská měření.
Přibližně šest hodin po startu se dalším manévrem motorů OMS (Orbital Maneuvering System) Columbia dostala na dráhu s vyšším apogeom a za 45 minut následoval další manévr, který její dočasnou eliptickou dráhu změnil opět na téměř kruhovou ve výšce 306 km. Ve 22:15 UT spustila posádka další experiment - reaktor na výrobu mikroskopických latexových kuliček. Toto zařízení, umístěné na obytné palubě, bylo poprvé použito při misi STS-3 a patřilo mezi civilní experimenty. Dne 28. června astronauti přistoupili k dalším experimentům. Mezi ně patřil například experiment pro výzkum záření povrchu raketoplánu. Dne 29. června se uskutečnily pokusy s manipulačním ramenem raketoplánu RMS (Remote Manipulator System). Na jeho konci byl umístění detektor kontaminace IECM (Induced Environment Contamination Monitor), který měl zjišťovat množství zplodin z motorů RCS (Reaction Control System). Kvůli technickým závadám však tento experiment nepřinesl žádné údaje.
Při zkouškách zavírání dveří nákladového prostoru nastaly problémy. Levé křídlo dveří se v důsledku teplotní deformace (způsobené nerovnoměrným zahříváním) nedařilo uzavřít. Řídící středisko se rozhodlo uvést raketoplán do rotace podél podélné osy, aby byl zahřívaný rovnoměrně ze všech stran. Po tomto zásahu se již další den problematické křídlo podařilo uzavřít. Raketoplán provedl také pilotní zkoušky, během kterých se Columbia dostala na do té doby nejvyšší oběžnou dráhu raketoplánu nad Zemí - 324 km. Velitel Thomas Mattingly také vyzkoušel oblékání skafandru, připraveného pro budoucí výstupy do otevřeného prostoru. Šestý den letu byl věnovaný především ukončením všech experimentů a přípravám na přistání.

### Přistání
Přistání proběhlo 4. července na americký Den nezávislosti. Uskutečnilo se na kalifornské základně Edwards Air Force Base, kterou v ten samý den opustil na "hřbetu" Boeingu 747-SCA druhý dokončený letuschopný exemplár raketoplánu - Challenger. Motorický přistávací manévr se uskutečnil v 11:10 východoamerického letního času. Sestup do atmosféry byl o něco strmější než při předcházejících letech a stroj musel kvůli jinému sklonu dráhy více manévrovat. Kola hlavního podvozku se dotkla přistávací dráhy v 16:08:40 UT. Asi o deset sekund poté na dráhu dosedlo i přední kolo. Dojezd Columbie měřil 2 945 metrů.

## Galerie

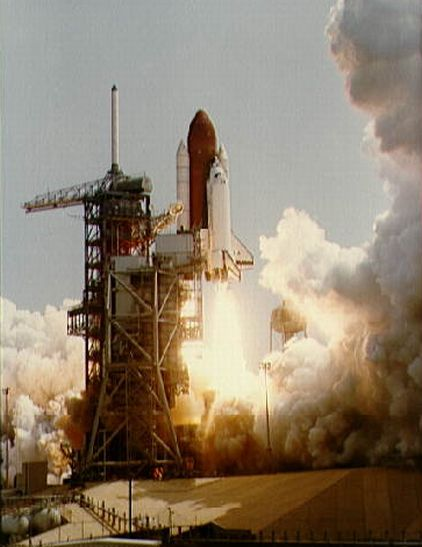
STS-4: Čtvrtý start Columbie
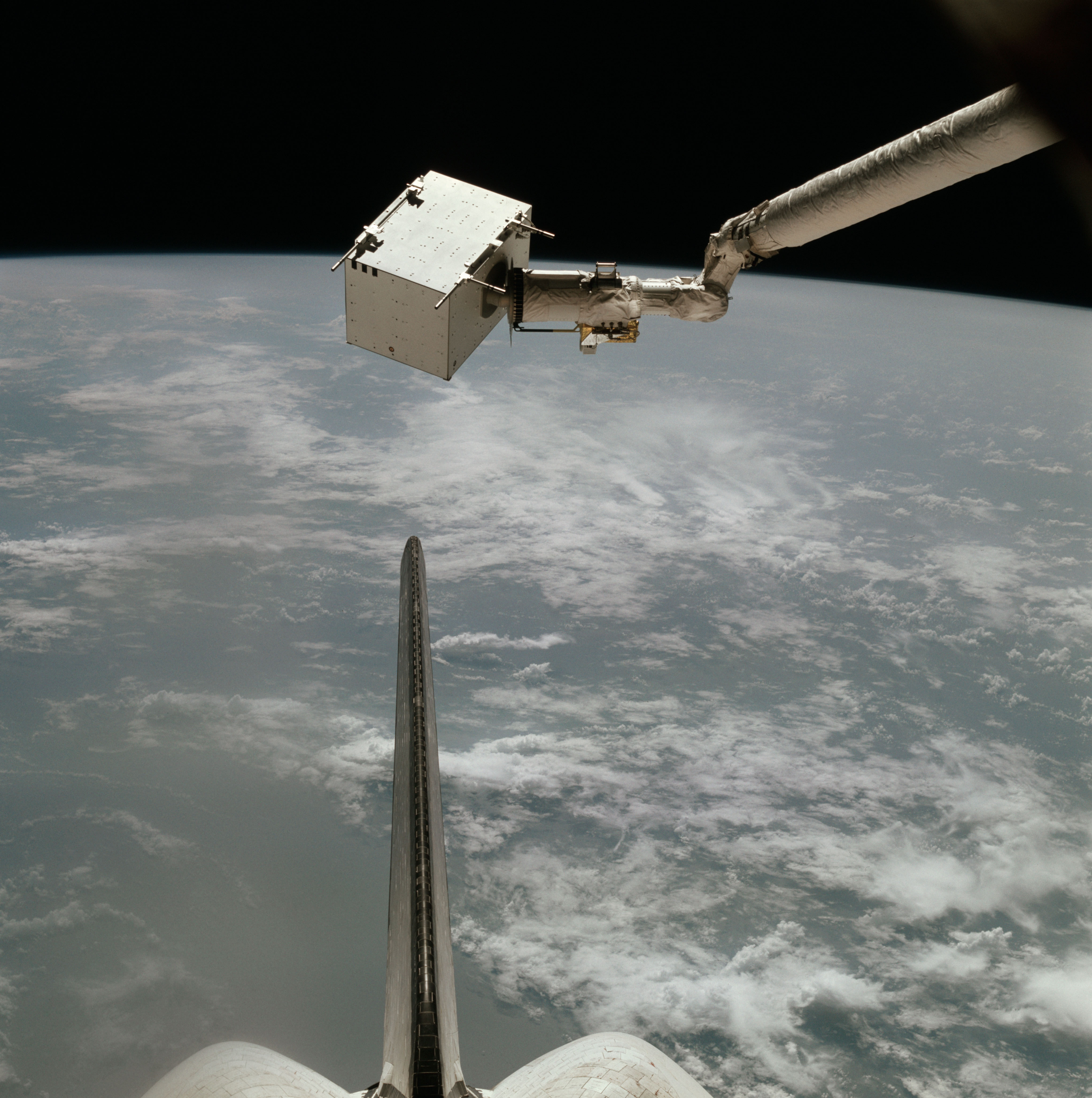
Manipulační rameno (RMS) nese experiment IECM (Environment Contaminant Monitor)
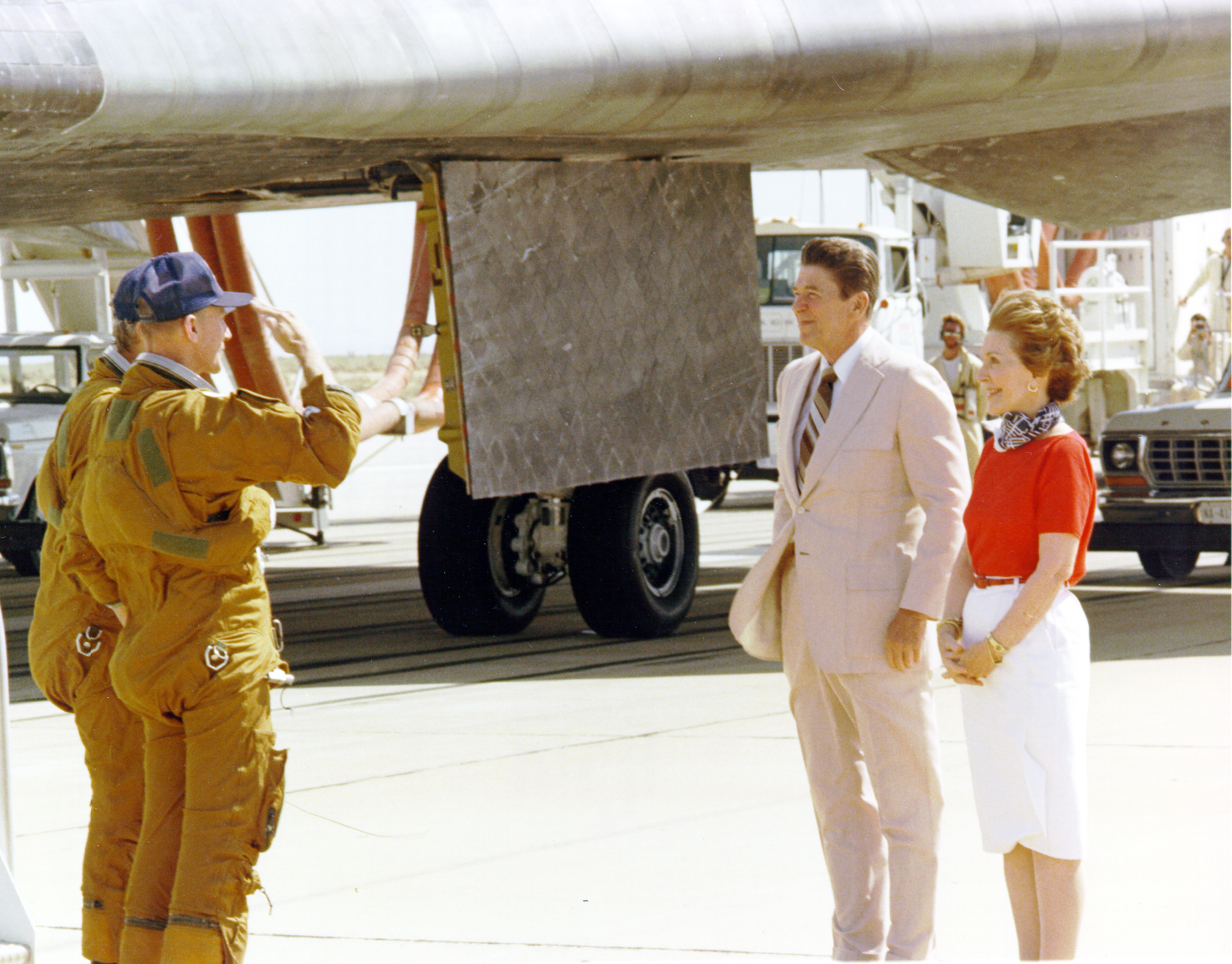
Posádka mise Columbia STS-4 (vlevo) se po přistání setkala s prezidentem Ronaldem Reaganem a jeho manželkou
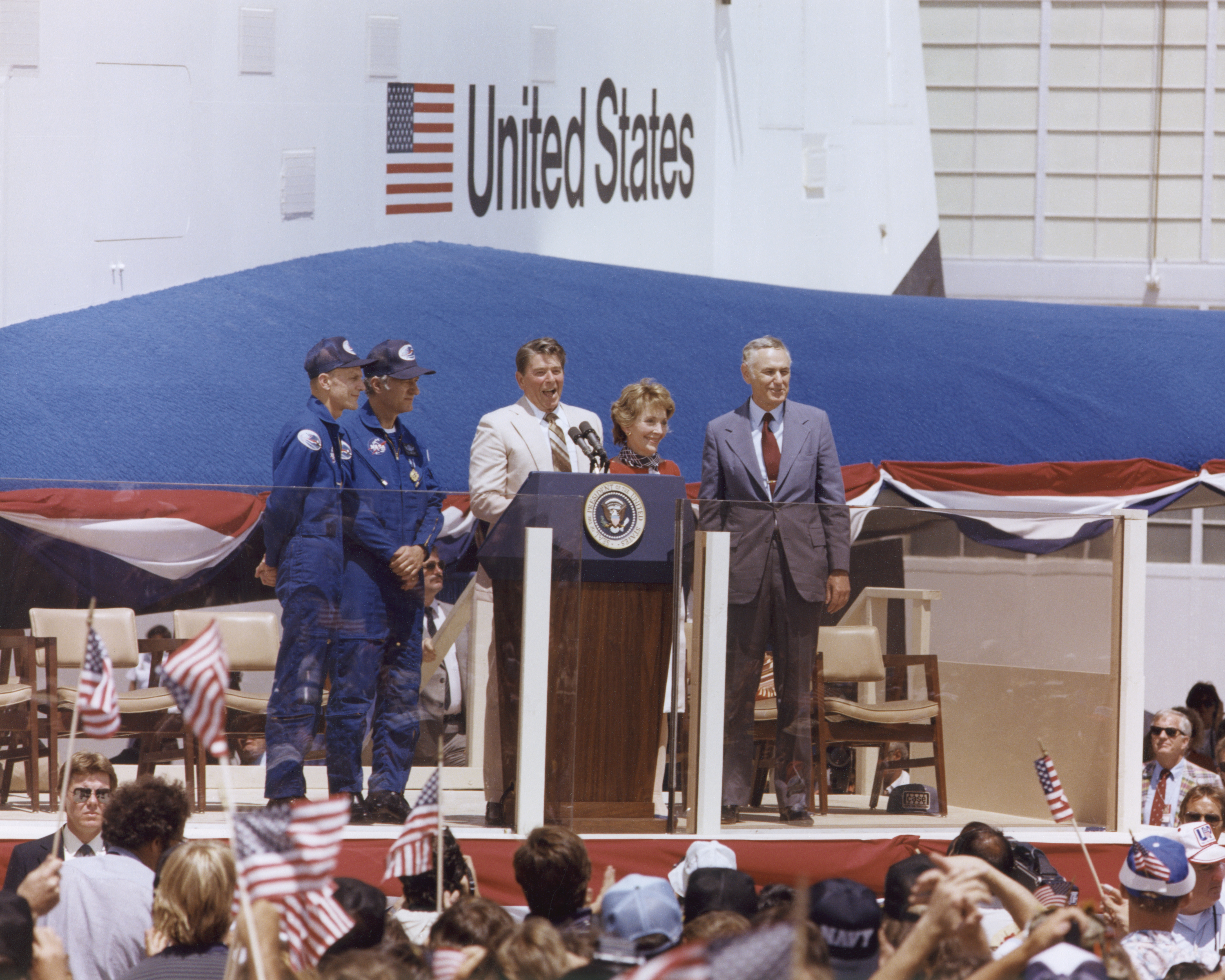
Projev prezidenta Reagana po přistání raketoplánu 4. července 1982